# Timothy Starks
Timothy B. Starks (Tucson (Arizona), 6 september 1969) is een Amerikaans acteur.

## Carrière
Starks begon in 1997 met acteren in de film My F-ing Job. Hierna heeft hij nog meerdere rollen gespeeld in films en televisieseries zoals Sunset Beach (1998-1999), Titans (2000), Ned's Declassified School Survival Guide (2004-2007) en Somewhere (2010). 

## Filmografie

### Films
Uitgezonderd korte films.
- 2024 One Split Second - als Russell Baker
- 2018 Wastelander - als C.A.I.N.
- 2017 Wastelander-Alternate Edit - als C.A.I.N.
- 2013 Palo Alto - als politieagent
- 2013 Jodi Arias: Dirty Little Secret - als politieagent Tim
- 2013 The Bling Ring - als politieagent
- 2012 The Great Divide - dr. Feel Good
- 2010 The Mansion Directive – als Phil
- 2010 Somewhere – als LAX V.I.P. service medewerker
- 2009 Aussie and Ted's Great Adventure – als mr. Jones
- 2008 Kings of the Evening – als Wilson
- 2007 Bone Eater – als Riley
- 2007 Expired – als chauffeur
- 2003 Just for Kicks – als Interpol medewerker
- 2003 Written in Blood – als beveiliger
- 2001 Longshot – als nieuws verslaggever
- 1997 My F-ing Job – als Randy Washington

### Televisieseries
Uitgezonderd eenmalige gastrollen.
- 2016 Dirty Cops - als Frank - 11 afl.
- 2004 – 2007 Ned's Declassified School Survival Guide – als ambulancebroeder – 4 afl.
- 2006 Justice – als rechercheur Doyle – 1 afl.
- 2000 Titans – als Simon – 2 afl.
- 1998 – 1999 Sunset Beach – als ambulancebroeder – 4 afl.